# World for Two
『World for Two』（ワールドフォートゥー）は、株式会社セブンスランクが開発したゲームソフト。iOS・Android版が2019年5月30日より配信開始された。また、株式会社room6が展開するインディーゲームレーベル「ヨカゼ」のソフトとしてNintendo Switch版が2020年9月17日に、Steam版が2021年7月17日に発売された。
大洪水により生物が死滅した世界を舞台に、外界から隔離された研究所内にいて唯一生き残った博士と彼が創り上げたアンドロイドの2人による物語が展開される。プレイヤーはアンドロイドを操作して屋外で「自然エネルギー」やDNAを採取し、これを基に様々な生物を創造していくことになる。

## システム
グラフィックはサイドビューのドット絵で描かれている。アンドロイドが探索する屋外エリアは「沼地」「森林」「砂丘」「遺跡」の4つで、ゲームの進行度合いに応じて順次行けるようになる。各エリアには、一定時間経過ごとに自然エネルギーを発生させるオブジェがあり、アンドロイドが創造した生物もいる。生物からはDNAを3回まで採取できるが、3回目の時点で生物が消滅する。
研究所内には、自然エネルギーを消費して「人工DNA」各種を生成する「DNA生成装置」や新たな生物を創り出す「生物創造装置」などがある。生物創造装置では、生物DNAと人工DNAの特定の組み合わせにより生物が創られる。また、同じ生物DNA同士の組み合わせでその生物が生まれる。創造した生物の種類は、メニュー画面の「BOOK」に系統図の形式で掲載される。
「ヨカゼ」レーベルのバージョンでは14種類の新たな生物が加わり、本編クリア後に開放される要素として、本編の過去の出来事を描いた「前日譚」モードとBGMをピアノ五重奏曲版に変更できる機能も追加された。

## 開発
本作はセブンスランク創設者のしんいちが個人でプログラムや世界観・ストーリー作りを手掛けている。それまでナンプレなどのパズルゲームアプリを制作していたが、2017年開催のゲームイベント「A 5th of BitSummit」に一般参加した際、インディーゲーム開発ユニットのスカシウマラボが出展していたゲームソフト『サムライ地獄』を見て触発され、同ユニットでドット絵を担当しているハフハフ・おでーんを迎えて開発することを決めた。
開発当初は、水中で様々な生物を創り出すゲームアプリ『アビスリウム』のようなカジュアルな作品を構想していたが、開発を進めるうちにゲーム的にすることやシナリオをつけることなどに対する欲がわき、製品版の形になった。本作に影響を与えた作品として、しんいちは、いずれも世界の退廃を描いているゲームソフトの『The Last of Us』、映画の『アイ・アム・レジェンド』、漫画の『鋼の錬金術師』を挙げている。また、『World for Two』というタイトルは『Tea for Two』がアイデアのもとになっている。
各エリアの描写は昼夜の時間変化が表現されている。作曲担当の椎葉大翼は、昼夜のどの時間帯でもそれらしく聞こえる音楽をエリアごとに1曲で表現し、1980年代の音色を復刻したシンセサイザー「Roland D-05」で制作した楽曲のレトロな音色で雰囲気の向上を図っている。また、研究所のBGMにはアナログ録音したピアノ楽曲を使用している。

## 評価
- BitSummit Volume 6 BitSummit Awards ビジュアルエクセレンス賞ノミネート[8]
- Google Play Indie Games Festival 2020 トップ10選出[9]